# 孟加拉國佛教

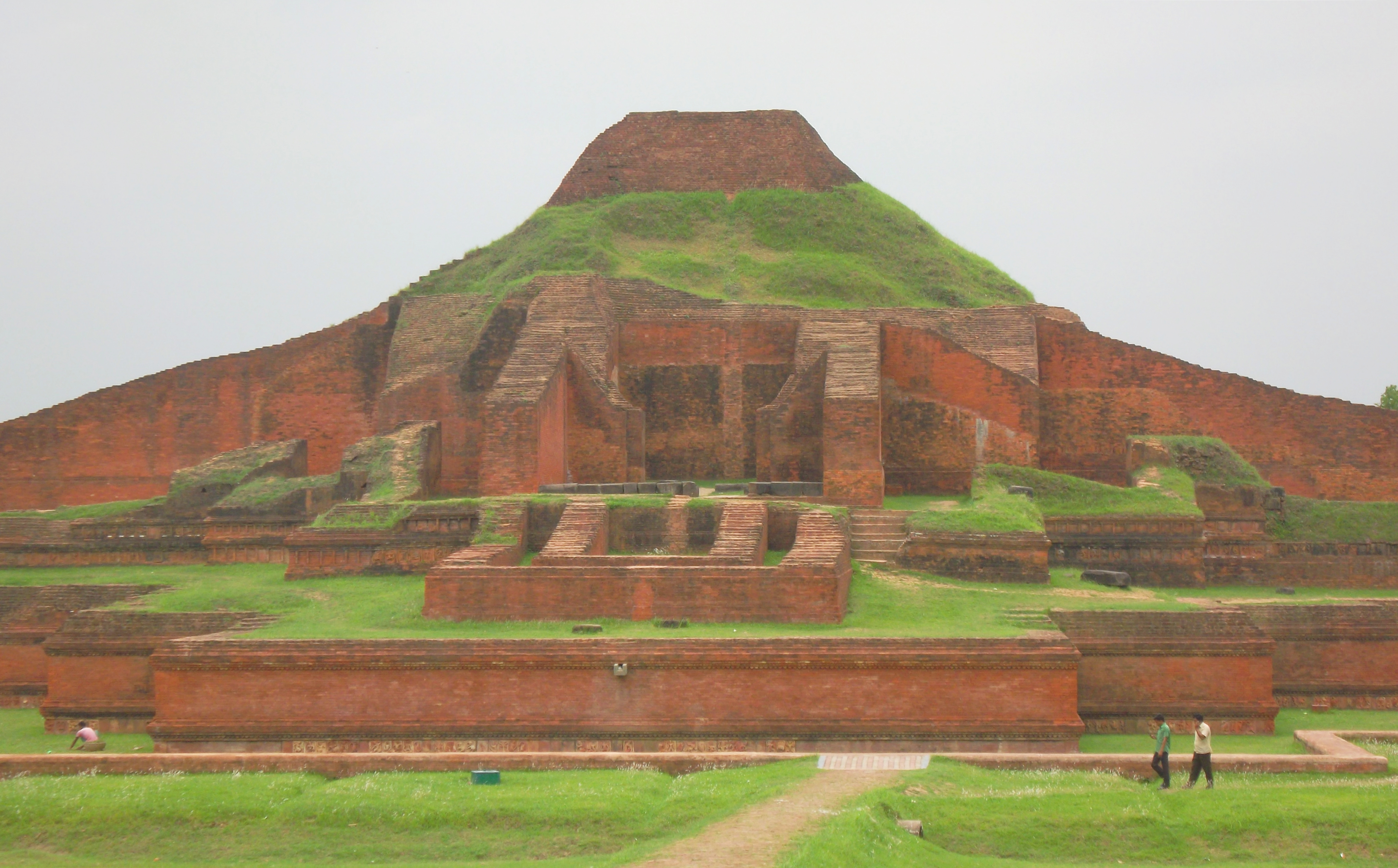
索玛普利大寺是孟加拉國最古老的佛教寺廟

佛教，是孟加拉國第三大宗教，大約佔全國人口0.7%，主要信仰上座部佛教 。65％佛教徒是集中在吉大港山區的藏缅語族地區（查克瑪人、若開人、瑪爾馬人）、巴魯阿社區（巴魯阿族），而35％的人口則是孟加拉族。佛教團體也分布在不同的城市，特別是吉大港和達卡。

## 歷史
在佛教歷史上，孟加拉發揮特殊的作用。孟加拉到十二世紀是佛教在印度仍然生存的地方，也是密宗高度發展的地方。
傳說釋迦牟尼來到該地區傳播佛教，有人推測，一兩個人成為比丘跟隨他的腳步。不過，在釋迦牟尼的一生佛教並沒有獲得多大的支持。直到孔雀王朝時阿育王統治下的佛教在這地方獲得了立足點。
佛教以各種形式生存至十三世纪，直到突厥穆斯林入侵。他們摧毀眾多的寺院和那爛陀寺，佛教迅速瓦解，信徒大多改宗印度教與伊斯蘭教，但沒有被完全征服。在隨後的幾個世紀中，幾乎所有剩餘的佛教徒居住在吉大港周圍地區。他們的宗教似乎是部落宗教和佛教教義的混合物。據1981年人口普查，在孟加拉國共有約538,000佛教徒，佔不到1％的人口。